# زاويتان متتامتان

زاويتان متتامتان.

الزاويتان المتتامتان هما زاويتان بجمعهما نحصل على ربع دائرة أي أن مجموع قياسيهما يساوي 90 درجة أو π2 راديان.
إذا كانت الزاويتان المتتامتان متجاورتين (يشتركان بالرأس وبضلع) عندها يشكل الضلعان الباقيان زاوية قائمة.

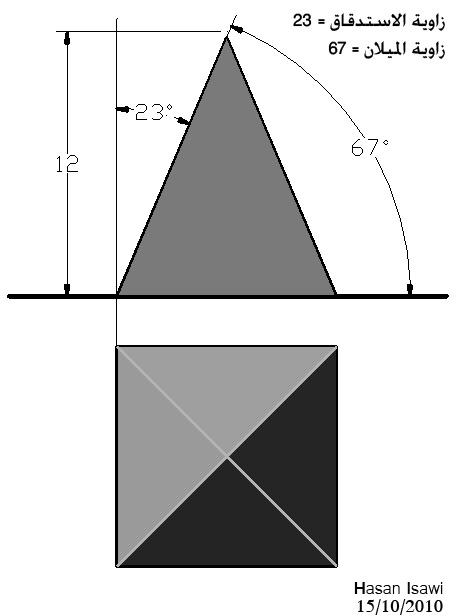
لتحويل منشور إلى هرم قائم, في النمذجة ثلاثية الأبعاد, ينبغي تحديد زاوية الاستدقاق والتي هي متتامة مع زاوية ميلان واجهة الهرم